# Кигурадзе, Лавр Павлович
Лавр Павлович Кигурадзе (груз. ლავროსი პავლეს ძე კიღურაძე, 3 апреля 1880, Ванискеди — 1920, Сухум, Сухумский округ) — грузинский политик, член Учредительного собрания Грузии.

## Биография
Родился в семье дьякона.
Изучал физико-математические науки в Императорском Дерптском университете, но курса не закончил.
Вступил в члены РСДРП. В 1904 году оставил учёбу и вернулся на родину. Жил в Батуме с начала 1905 года и давал частные уроки. В июне того же года переехал в Сухум, где преподавал детям Анчабадзе. Был близок к доктору Владимиру Махвиладзе и его жене Элеоноре Тер-Парсеговой-Махвиладзе, которая была одним из руководителей местной организации РСДРП.
Кигурадзе активно участвовал в революции 1905 года в Сухуме. После манифестации 17 октября сухумская группа фактически захватила власть в Сухуми, создала народное ополчение, распустила городское самоуправление и провозгласила «Республику Сухуми». Кигурадзе участвовал в урегулировании напряженности в отношениях между абхазами и менгрелами, выступая с речами в Очамчире во время переговоров. После поражения революции, в начале 1906 года был арестован и провёл месяц в Сухумской тюрьме.
После освобождения вернулся в свою деревню в Гурии и давал частные уроки, жил и преподавал в Озургети в течение года. Затем снова уехал в Юрьев.
Был арестован 1 октября 1907 года и выслан в Сухуми. Суд признал его невиновным по делу Республики Сухуми и оправдал его. В 1909 году его снова арестовали и выслали в Сибирь, откуда он вернулся с туберкулезом после февральской революции 1917 года.
12 марта 1919 года был избран членом Учредительного собрания и был членом аграрного и финансово-бюджетного комитетов. Был избран Председателем городского совета[уточнить] Поти.
Умер в июле 1920 года, похоронен на Ванискедском кладбище.